# 迪肯大學
迪肯大學（Deakin University，又译“迪金大学”），是澳大利亚一所公立的綜合大學，创建于1974年；所有的四座校园都位于维多利亚州。其中两處在吉朗，一位於在墨尔本，另外一處坐落在大洋路之間的華南布爾。校名以澳大利亞第2任總理艾爾弗雷德·迪金來命名的。

## 历史沿革
根据澳大利亚政府大学委员会在1973年12月14日的一份报告，建议在维多利亚州吉隆地区建立一所大學。1974年，“『迪肯大学』法案”获得议会通过，标志着『迪肯大学』的诞生。学校的第一座校园设在吉隆市內的Waurn Ponds，并于1977年正式对外招生。
最初，迪肯大学只有吉隆市的一个校园。至1980年代末，由於联邦的教育改革，迪肯才有了更大的发展契機。先后與華南布爾高等教育學院，以及维多利亚学院的大部分合并。1990年代，迪肯大学在维多利亚州曾一度拥有六个校区；其中，三个在墨尔本（包括Burwood校区、Clayton「Rusden校区」、以及Malvern「Toorak校区」)，两个在吉隆，一个在華南布爾。
2001年前后，学校决定关闭以环境科学系和教育系为主的Clayton「Rusden校区」，学生和教学设施都并入了Burwood校区；而现在原「Rusden校区」的建筑已经改建为学生公宿舍大楼，成为蒙納許大學Clayton校区的一部分。2007年，学校再将位于Malvern的「Toorak校区」关闭；所有的设备、资源都集中於Burwood校区；同时，将Burwood校区改称为“墨尔本校区”。
为了加强农村地区的医疗力量，2006年4月8日，时任联邦政府总理的約翰·霍華德宣布，将在迪肯大学设立医学院。2008年5月1日，迪肯大学医学院正式成立；这是继墨尔本大学和蒙纳士大学之后，维多利亚州第三所医学院。
自2008年，在主掌教务的副校长约翰·羅森堡（John Rosenberg）教授的決策下，迪肯大学著手仿傚邦德大學以“每年三学期”的制度，代替了一般“每年两学期”的制度。尽管这项改革尚存争议，但是充分表现出迪肯大学锐意改革、不断进取的興学宗旨。

## 校领导
校長（主持工作）：
1. 1977年－1985年，佛莱德·杰文斯（Fred Jevons）
2. 1986年－1991年，马尔科姆·斯修贝克（Malcolm Skilbeck）
3. 1992年－1996年，约翰·海伊（John A. Hay）
4. 1997年－2002年，杰夫·威尔逊（Geoff Wilson）
5. 2003年－2010年，莎莉·華克（Sally Walker）
6. 2010年至今，简·邓·霍兰德 (Jane den Hollander)

董事長（荣誉职位）
1. 1977年－1983年，彼得·特怀特（Peter Thwaites）
2. 1983年－1987年，奥斯汀·阿斯科（Austin Asche）
3. 1987年－1996年，詹姆斯·莱斯利（James Leslie）
4. 1997年-－2005年，理查德·色百 （Richard Searby）
5. 2005年至今， 大卫·摩根（David M. Morgan）

## 学校声誉
迪肯大学曾两度被澳大利亚的《优秀大学指南》评为“年度重点大学”；尤以教育学、营养学、数学等领域见长。
2007年，迪肯大学首次进入《泰晤士报高等教育特辑》和Quacquarelli Symonds公司联合评选的“年度全球大学前500名”，排名第374位。
2024年，根据QS发布的世界大学排名榜单，迪肯大学排名第233位。
2021年，根据《泰晤士高等教育》发布的世界大学排名榜单，迪肯大学排名第301-350位。

## 学校友人
- 佛兰克·科斯塔（Frank Costa），澳大利亚企业家、慈善家，现任吉朗澳式足球俱乐部主席；
- 林赛·福克斯（Lindsay Fox），澳大利亚企业家、慈善家；
- 布雷特·李（Brett Lee），澳大利亚著名板球运动员，是迪肯大学的“印度形象大使”。

## 著名校友
- 约翰·布伦比，前维多利亚州州长、工党领袖 (2007年7月－2010年12月)
- 丹尼斯·纳凡，前维多利亚州州长、自由党领袖 (2013年3月－2014年12月)
- 克里斯多弗·林奇，前必和必拓矿产公司CFO、Transurban总裁
- 吉姆·包志理(Jimmy Bartel)，著名澳式足球运动员
- 尼尔·科姆里(Neil Comrie)，第18任维多利亚州警察署长

## 外部連結
- 迪肯大學官網
- 迪肯商學院官網（MBA學位課程）